# Movistar Team/2017
Deze pagina geeft een overzicht van de Movistar Team-wielerploeg in 2017.

## Algemeen
Algemeen Manager: Eusebio Unzué
Ploegleiders: Eusebio Unzué, José Luis Jaimerena, José Luis Arrieta, Alfonso Galilea, José Vicente García Acosta, José-Luis Laguia
Fietsen: Canyon
Onderdelen: Campagnolo
Banden: Continental
Kopmannen: Alejandro Valverde, Enric Mas

## Transfers
| Inkomend           | Team 2016              | Uitgaand          | Team 2017                       |
| ------------------ | ---------------------- | ----------------- | ------------------------------- |
| Carlos Barbero     | Caja Rural-Seguros RGA | Jon Izagirre      | Bahrein-Merida Pro Cycling Team |
| Daniele Bennati    | Tinkoff                | Juan José Lobato  | Team LottoNL-Jumbo              |
| Nuno Bico          | Klein Constantia       | Javier Moreno     | Bahrein-Merida Pro Cycling Team |
| Héctor Carretero   | Lizarte                | Francisco Ventoso | BMC Racing Team                 |
| Víctor de la Parte | CCC Sprandi Polkowice  | Giovanni Visconti | Bahrein-Merida Pro Cycling Team |

## Renners
| Naam                  | Geboortedatum | Nationaliteit       | Ploeg 2016             | Ploeg 2018      |
| --------------------- | ------------- | ------------------- | ---------------------- | --------------- |
| Andrey Amador         | 29-08-1986    | Costa Rica          |                        |                 |
| Winner Anacona        | 11-08-1988    | Colombia            |                        |                 |
| Jorge Arcas           | 08-07-1991    | Spanje              |                        |                 |
| Carlos Barbero        | 29-04-1991    | Spanje              | Caja Rural-Seguros RGA |                 |
| Daniele Bennati       | 24-09-1980    | Italië              | Tinkoff                |                 |
| Carlos Betancur       | 13-10-1989    | Colombia            |                        |                 |
| Nuno Bico             | 03-07-1994    | Portugal            | Klein Constantia       |                 |
| Richard Carapaz       | 29-05-1993    | Ecuador             |                        |                 |
| Héctor Carretero      | 28-05-1995    | Spanje              | Lizarte                |                 |
| Jonathan Castroviejo  | 27-04-1987    | Spanje              |                        | Team Sky        |
| Víctor de la Parte    | 22-06-1986    | Spanje              | CCC Sprandi Polkowice  |                 |
| (ITT) Alex Dowsett    | 03-10-1988    | Verenigd Koninkrijk |                        | Katusha-Alpecin |
| Imanol Erviti         | 15-18-1983    | Spanje              |                        |                 |
| Rubén Fernández       | 01-03-1991    | Spanje              |                        |                 |
| Jesús Herrada         | 26-07-1990    | Spanje              |                        | Cofidis         |
| José Herrada          | 01-10-1985    | Spanje              |                        | Cofidis         |
| Gorka Izagirre        | 07-10-1987    | Spanje              |                        | Bahrain Merida  |
| Adriano Malori        | 28-01-1988    | Italië              |                        | stopt           |
| Daniel Moreno         | 05-09-1981    | Spanje              |                        |                 |
| (ITT) Nélson Oliveira | 06-03-1989    | Portugal            |                        |                 |
| Antonio Pedrero       | 23-10-1991    | Spanje              |                        |                 |
| Dayer Quintana        | 10-08-1992    | Colombia            |                        |                 |
| Nairo Quintana        | 04-02-1990    | Colombia            |                        |                 |
| José Joaquín Rojas    | 08-08-1985    | Spanje              |                        |                 |
| Marc Soler            | 22-11-1993    | Spanje              |                        |                 |
| Rory Sutherland       | 08-02-1982    | Australië           |                        | UAE Emirates    |
| Jasha Sütterlin       | 04-11-1992    | Duitsland           |                        |                 |
| Alejandro Valverde    | 25-04-1980    | Spanje              |                        |                 |

## Belangrijkste overwinningen
Ronde van Valencia
4e etappe: Nairo Quintana
Eindklassement: Nairo Quintana
Ronde van Murcia
Alejandro Valverde
Ruta del Sol
1e etappe: Alejandro Valverde
Eindklassement: Alejandro Valverde
Ronde van de Algarve
3e etappe: Jonathan Castroviejo
Ronde van Alentejo
Eindklassement: Carlos Barbero
Puntenklassement: Carlos Barbero
Tirreno-Adriatico
4e etappe: Nairo Quintana
Eindklassement: Nairo Quintana
Ronde van Catalonië
3e etappe: Alejandro Valverde
5e etappe: Alejandro Valverde
7e etappe: Alejandro Valverde
Bergklassement: Alejandro Valverde
Eindklassement: Alejandro Valverde
Ronde van La Rioja
Rory Sutherland
Ronde van de Sarthe
3e etappe: Alex Dowsett
Ronde van het Baskenland
5e etappe: Alejandro Valverde
Eindklassement: Alejandro Valverde
Klasika Primavera
Gorka Izagirre
Waalse Pijl
Alejandro Valverde
Luik-Bastenaken-Luik
Alejandro Valverde
Ronde van Asturië
2e etappe: Nairo Quintana
Ronde van Madrid
2e etappe: Carlos Barbero
3e etappe: Jasha Sütterlin
Ronde van Italië
8e etappe: Gorka Izagirre
9e etappe: Nairo Quintana
Ronde van Castilië en León
3e etappe: Carlos Barbero
Hammer Series
1e etappe: Team Movistar
Nationale kampioenschappen wielrennen
Spanje - tijdrit: Jonathan Castroviejo
Spanje - wegrit: Jesús Herrada
Circuito de Getxo
Carlos Barbero
Ronde van Burgos
4e etappe: Carlos Barbero
Mannen: 2003 · 2004 · 2005 · 2006 · 2007 · 2008 · 2009 · 2010 · 2011 · 2012 · 2013 · 2014 · 2015 · 2016 · 2017 · 2018 · 2019 · 2020 · 2021 · 2022 · 2023 · 2024 · 2025
Vrouwen: 2018 · 2019 · 2020 · 2021 · 2022 · 2023 · 2024
AG2R-La Mondiale · Astana Pro Team · Bahrain-Merida · BMC Racing Team · BORA-hansgrohe · Cannondale-Drapac · Team Dimension Data · FDJ · Katjoesja-Alpecin · Team LottoNL-Jumbo · Lotto Soudal · Movistar Team · Orica-Scott · Quick Step · Team Sky · Team Sunweb · Trek-Segafredo · UAE Team Emirates